# Bethel Granite Railway
| Streckenlänge: | 8,67 km              |                      |                      |
| Spurweite: | 1435 mm (Normalspur) |                      |                      |
| Zweigleisigkeit: | –                    |                      |                      |
| |                      |                      |                      |
| \| \| \| von Burlington \| \| \| \| 0,00 \| Bethel VT \| Bethel VT \| \| \| \| nach Windsor \| \| \| \| ca. 3,2 \| Spitzkehre (kein Bf) \| Spitzkehre (kein Bf) \| \| \| \| \| \| \| \| 8,67 \| Ellis Quarry \| Ellis Quarry \| \| \| (0,14) \| Woodbury Quarry \| Woodbury Quarry \| |                      |                      |                      |
| Strecke |                      | von Burlington       | von Burlington       |
| Dienststation / Betriebs- oder Güterbahnhof | 0,00                 | Bethel VT            | Bethel VT            |
| Abzweig ehemals geradeaus und nach rechts |                      | nach Windsor         | nach Windsor         |
| Abzweig nach rechts und von rechts (Strecke außer Betrieb) | ca. 3,2              | Spitzkehre (kein Bf) | Spitzkehre (kein Bf) |
| Strecke von links (außer Betrieb) · Abzweig geradeaus und nach rechts (Strecke außer Betrieb) |                      |                      |                      |
| Strecke (außer Betrieb) · Betriebs-/Güterbahnhof Streckenende (Strecke außer Betrieb) | 8,67                 | Ellis Quarry         | Ellis Quarry         |
| Betriebs-/Güterbahnhof Streckenende (Strecke außer Betrieb) | (0,14)               | Woodbury Quarry      | Woodbury Quarry      |

Die Bethel Granite Railway (BGRY) ist eine ehemalige Eisenbahngesellschaft in Vermont (Vereinigte Staaten). Sie wurde 1904 als Tochtergesellschaft der Central Vermont Railway (CV) gegründet und baute eine 8,67 Kilometer lange normalspurige Eisenbahnstrecke, die in Bethel von der Hauptstrecke der CV abzweigte und einen Granitsteinbruch Bethel White im Nordosten der Stadt anband. 

## Geschichte
Die Bahn zum Ellis Quarry wurde am 20. November 1905 eröffnet und diente nur dem Abtransport des Granits zum Bahnhof Bethel. Personenverkehr fand nicht statt. Den Betrieb führte anfangs die CV. 1906 fuhr ein Zug über den Gleisabschluss in der Spitzkehre und stürzte den Hang hinunter. Verletzt wurde dabei niemand. 1911 wurde ein rund 140 Meter langer neuer Abzweig zum Woodbury Quarry eröffnet. 
Nachdem die Strecke saniert werden musste, verpachtete die CV sie 1924 an die Woodbury Granite Company. Den Betrieb führte dann die White River Railroad, deren Strecke ebenfalls in Bethel von der CV-Hauptstrecke abzweigte. Der Verkehr ging jedoch immer mehr zurück. Die Strecke wurde am 18. Juni 1937 offiziell stillgelegt, nachdem schon am 28. November 1933 die letzten Züge gefahren waren.

## Streckenbeschreibung
Die Trasse fädelte ostwärts aus dem Bahnhof Bethel aus und führte bis zu einer Spitzkehre. Von dort ging es weiter bergauf in Richtung Norden durch die Wälder oberhalb von Bethel bis zum Steinbruch, an dem heute die Interstate 89 vorbeiführt. Der mit 3,7 % Steigung steilste Abschnitt der Strecke befand sich kurz vor dem Abzweig zum Woodbury Quarry etwa bei Streckenkilometer 8.